# Mis tres viudas alegres
Mis tres viudas alegres es una película de comedia musical y drama mexicana de 1953, escrita y dirigida por Fernando Cortés y protagonizada por Adalberto Martínez "Resortes", Amalia Aguilar, Lilia del Valle y Silvia Pinal. Ésta es la primera película protagonizada por el trío actoral femenino compuesto por Del Valle, Aguilar y Pinal (en sustitución de Lilia Prado), y la única en la que alternan y actúan junto a Resortes. La trama y la secuencia de esta película sobre un niño interpretado por el comediante son similares y/o diferentes a las de la película, El niño perdido (1947), de Germán Valdés «Tin-Tan».

## Sinopsis
Don José Sanmaniego y Cajal (Adalberto Martínez "Resortes"), un viejo pulcro pero ridículo, se casa con Silvia (Silvia Pinal), una joven de 20 años. En la noche de su boda antes de consumarse el matrimonio, Don José fallece tras sufrir un ataque. Por medio de las esquelas mucha gente se entera del fallecimiento y acude al panteón. Entre los visitantes está la cubana Amalia (Amalia Aguilar), con su acta de matrimonio y dice que el día de su boda Don José recibió una llamada, se fue y nunca volvió. También llega la francesa Lilia (Lilia del Valle), otra viuda, diciendo que raptaron a su marido la noche de bodas. El día que el albacea de lectura al testamento se enteran de que Don José también abandonó a una cocinera con un hijo. Él pide que la busquen y esperen 5 años para tomar parte en la herencia.

## Elenco
- Adalberto Martínez "Resortes" como Don José Sanmaniego y Cajal / Pepito.
- Amalia Aguilar como Amalia.
- Lilia del Valle como Lilia.
- Silvia Pinal como Silvia.
- José María Linares Rivas como Don Celedonio
- Tito Novaro como Estanislao Girao
- Fernando Medina como Conde Popoff
- Gloria de Córdoba como Secretaria.
- Nacho Contla como Chofer
- Héctor Godoy como Hombre en funeral
- Jorge Casanova como Chofer
- Ángel Merino
- Pompín Iglesias
- Alfredo Varela "Varelita"
- Joaquín Roche como Hombre en funeral
- Daniel Arroyo como Hombre en funeral
- Julián de Meriche como Chofer
- Roberto G. Rivera como Cantante

## Comentarios
En 1952, Amalia Aguilar, Lilia del Valle y Lilia Prado protagonizaron las dos primeras películas, Las tres alegres comadres y Las interesadas, dirigidas por Tito Davison y Rogelio A. González, respectivamente. Como las cintas tuvieron buen éxito, se repitió la fórmula y en esta oportunidad le tocó a Silvia Pinal sustituir (sin ninguna desventaja) a Prado para hacer nuevamente con las otras dos un trío de mujeres respondonas, simpáticas, alegres y, sobre todo, "bonachonas". La historia corre al cabo de una trama absurda con tonterías dizque científicas llevada por el director puertorriqueño Fernando Cortés, menos hábil que Davison, pero la gracia de las actrices y algunos buenos bailes de "Resortes" y Amalia Aguilar, hacen soportable la película. En 1953, se filma una nueva cinta también protagonizada por el trío actoral femenino, y dirigida por Cortés: Las cariñosas.